# Sean Lester Rooks
Sean Lester Rooks, més conegut com a Sean Rooks, (Nova York, 9 de setembre de 1969 - Filadèlfia, 7 de juny de 2016) va ser un jugador i entrenador de bàsquet nord-americà. Amb 2,08 metres d'alçada, jugava en la posició de pivot.

## Carrera esportiva
Va jugar durant quatre temporades amb els Wildcats de la Universitat d'Arizona. Va ser triat en la trentena posició del Draft de l'NBA del 1992 pels Dallas Mavericks, amb els quals va signar un contracte per tres temporadas. No només va ser un dels dos rookies que van conformar el cinc inicial sinó que a més va aconseguir anotar 20 punts en el seu debut, batent el rècord que tenia Mark Aguirre des el 30 d'octubre de 1981 per a un rookie en el seu primer partit amb els Mavs. A més, va ser titular al llarg de la temporada 68 vegades, batent un altre rècord de la franquícia.
Després d'una temporada marcada per les lesions, a començaments de la temporada 1995-96 va ser traspassat als Minnesota Timberwolves, i la temporada següent ho va fer als Atlanta Hawks. El 1999 torna als Mavericks, on jugarà fins al 2003, quan fitxa com a agent lliure pels New Orleans Hornets, que a mitjans de la temporada el traspassen a Orlando Magic a canvi de Shammond Williams, on jugaria els seus últims partits en la lliga nord-americana.
El 2004, ja amb 35 anys, decideix perllongar la seva carrera fitxant per l'Unicaja Màlaga de la lliga ACB espanyola per un mes, per substituir el lesionat Zan Tabak. Acabat el seu contracte al mes de gener, Aíto García Reneses el fitxa pel DKV Joventut per a la resta de la temporada.
Després de retirar-se va exercir d'entrenador en diversos equips de la Lliga de desenvolupament de l'NBA i en l'NBA, sent el seu últim equip dels Philadelphia 76ers (2014-2016). Va morir d'un atac al cor el 7 de juny de 2016. Els dies anteriors a la seva defunció es trobava en negociacions per ser assistent als New York Knicks.